# 湖溪镇
湖溪镇	，中国浙江省金华市东阳市下辖的一个镇。

## 辖区
该镇辖有：湖溪村、罗青村、夏黄村、蛟塘村、楼店村、后山店西村、后山店东村、镇西村、罗青郭村、八里湾村、大连村、南塘村、溪南村、上红湖村、东雅村、清潭村、南江村、十八坞村、郭宅一村、郭宅二村、郭宅三村、三甲村、新塘村、前山何村、金宅村、白水口村、郭上坞村、康庄村、